# Viganello Basket
L'Associazione Sportiva Viganello, conosciuta anche come Viganello Basket, era una società svizzera di pallacanestro maschile e femminile di Viganello, che ha militato per diversi anni in Lega Nazionale A.
Vanta tra i propri successi uno scudetto e due Coppe di Svizzera.

## Storia
Il Viganello nacque come squadra femminile nel 1942, nell'omonimo quartiere della città di Lugano, ma allora ancora un comune indipendente. Nel 1943 si aggiunge anche la squadra maschile, che riuscirà a distinguersi nel giro di pochi anni.
Sono gli anni d'oro del basket ticinese della Federale Lugano, del Pregassona Basket, del Lugano Molino Nuovo e del Viganello.
Proprio a Viganello, grazie all'arrivo di importanti giocatori quali Ken Brady, John Fultz e Charlie Yelverton, la squadra maschile inizia a puntare in alto, riuscendo a conseguire importanti obiettivi. Infatti nel 1977 il Viganello arriva a giocare la finale di Coppa Svizzera contro i rivali-vicini del Pregassona. Si gioca nel palazzetto del ghiaccio di Mezzovico gremito al limite delle sue possibilità (4000 spettatori). È una partita molto equilibrata e si giocano i supplementari: il Viganello riesce a portarsi in vantaggio e a vincere per 107-103.
Al primo trofeo si aggiungeranno un'altra Coppa Svizzera e la vittoria del Lega Nazionale A, entrambi nel 1980.
Nel 1981 l'AS Viganello e la Federale confluiscono in un'unica squadra denominata "FV Lugano", da cui deriverà l'attuale Associazione Lugano Basket.
L'attuale "Associazione Basket Viganello Lugano" è oggi una nuova società, discendente del Viganello Basket, ed è affiliata alla SwissBasketball: ha una squadra Pulcini, una Propaganda e una di Seconda Divisione. Nel 2003 l'AB Viganello cedette i diritti per disputare la Lega Nazionale A all'Associazione Lugano Basket Tigers.

## Palmarès
- Campionato svizzero: 1

1980
- Coppa di Svizzera: 2

1977, 1980